# Bill Muckalt
Bill Muckalt, född 15 juli 1974, är en före detta professionell kanadensisk ishockeyspelare som spelade i NHL under sex säsonger mellan 1998 och 2004. Bill Muckalt representerade Vancouver Canucks, New York Islanders, Ottawa Senators samt Minnesota Wild. Totalt spelade han 256 matcher i NHL och gjorde 97 poäng fördelade på 40 mål och 57 assist.